# Isopogon panduratus
Isopogon panduratus är en tvåhjärtbladig växtart. Isopogon panduratus ingår i släktet Isopogon och familjen Proteaceae.

## Underarter
Arten delas in i följande underarter:
- I. p. palustris
- I. p. panduratus